# Sheldwich
Sheldwich – wieś w Anglii, w hrabstwie Kent, w dystrykcie Swale. Leży 25 km na wschód od miasta Maidstone i 75 km na wschód od centrum Londynu.